# 小野俊一
小野 俊一（おの しゅんいち、1892年〈明治25年〉5月1日 - 1958年〈昭和33年〉5月21日）は、日本の動物学者、社会運動家、ロシア文学翻訳家。筆名に滝田 陽之助。

## 人物
東京府出身。銀行家の小野英二郎の長男。年齢を2歳偽って1912年東京帝国大学理科大学動物学科に入るが中退し、1914年ロシアのペトログラード大学自然科学科に留学。留学先で、帝政ロシア貴族の血を引く家の三女のアンナ・ブブノワと出会い、恋愛関係に落ち、ロシア革命の混乱の中で結婚、アンナは音楽の教職を辞して、1918年ともに帰国した。
東京帝国大学助手、1923年から1924年まで京都帝国大学助教授、発明協会の役員となる。北海道帝国大学助教授となるが、1933年アンナとの子俊太郎が死去、1935年アンナと協議離婚し、浪子と再婚。1942年日本少国民文化協会理事長に就任。
戦後はロシア文学の翻訳を行う。日本ロシア文学会理事、日本科学技術連盟参与も務める。主にコンスタンチン・シーモノフやアヴィーロワなどの作品を翻訳した。その際の挿絵をアンナの姉ワルワーラ・ブブノワが担当した。浪子との子に小野有五がいる。死後、多磨霊園に葬られる。

## 著書

### 単著
- 『子孫崇拝論 附・子孫を愍む』黎明社、1924年6月。 NCID BN11876822。全国書誌番号:43046529。
- 『新産業科学』平凡社〈実際経済問題講座 第7巻〉、1940年2月。 NCID BA32401639。全国書誌番号:46055201 全国書誌番号:46058637。
- 『大東亜ものがたり』新潮社〈改訂・日本少国民文庫 第8巻〉、1944年2月。 NCID BA5338382X。全国書誌番号:45019086。

### 翻訳
- コンスタンチン・シーモノフ 著、小野俊一 訳『昼となく夜となく』酣灯社。 NCID BN05426038。全国書誌番号:51005498。
  - コンスタンチン・シーモノフ 著、小野俊一 訳『昼となく夜となく』 上巻、角川書店〈角川文庫 584〉、1953年4月。 NCID BN12718860。全国書誌番号:53003422。
  - コンスタンチン・シーモノフ 著、小野俊一 訳『昼となく夜となく』 下巻、角川書店〈角川文庫 585〉、1953年7月。 NCID BN12718860。全国書誌番号:53006218。
- リディア・アヴィーロワ 著、瀧田陽之助 訳『チェーホフとの恋』角川書店〈角川文庫 374〉、1952年6月。 NCID BA31721827。全国書誌番号:52006688。
  - リディア・アヴィーロワ 著、小野俊一 訳『チェーホフとの恋』未知谷、2005年2月。 NCID BA71246467。全国書誌番号:20748179。

### 譯者代表
- ウェルズ『生命の科学』 全16巻、石川千代松監修、平凡社、1930年10月-1936年8月。 NCID BA52932503。全国書誌番号:47030883 全国書誌番号:47034110。